# Xylodectes venustus
Xylodectes venustus är en skalbaggsart som beskrevs av Pierre Lesne 1901. Xylodectes venustus ingår i släktet Xylodectes och familjen kapuschongbaggar. Inga underarter finns listade i Catalogue of Life.